# Lowell North
Lowell Orton North  (Springfield (Missouri), 2 december 1929 - San Diego (Californië), 2 juni 2019) was een  Amerikaans zeiler.
North werd in 1945 op vijftienjarige leeftijd wereldkampioen in de star samen met de tiener Malin Burnham.
Northe werd nog viermaal wereldkampioen in de start elke keer met een andere ploeggenoot.
North won tijdens de Olympische Zomerspelen 1964 de zilveren medaille in de driemansboot draak.
In 1968 won North samen met Peter Barrett de olympische gouden medaille in de star.

## Belangrijkste resultaten

### Wereldkampioenschappen[1]
| Jaar | Plaats            | Resultaten |
| ---- | ----------------- | ---------- |
| 1945 | Long Island Sound | star       |
| 1949 | Chicago           | 5e star    |
| 1950 | Chicago           | 14e star   |
| 1955 | Havana            | 4e star    |
| 1956 | Napels            | star       |
| 1957 | Havana            | star       |
| 1959 | Newport Harbor    | star       |
| 1960 | Rio de Janeiro    | star       |
| 1961 | San Diego         | star       |
| 1962 | Cascais           | 18e star   |
| 1963 | Chicago           | star       |
| 1964 | Boston Harbor     | 9e star    |
| 1965 | Newport Harbor    | 6e star    |
| 1966 | Kiel              | star       |
| 1967 | Kopenhagen        | star       |
| 1969 | San Diego         | star       |
| 1970 | Marstrand         | 8e star    |
| 1971 | Puget Sound       | star       |
| 1972 | Caracas           | 10e star   |
| 1973 | San Diego         | star       |

### Olympische Zomerspelen
| Jaar | Plaats      | Resultaten   |
| ---- | ----------- | ------------ |
| 1964 | Tokio       | drakenklasse |
| 1968 | Mexico-stad | star         |